# Albert Ernest Sims
Albert Ernest (George) Sims (O.B.E., Koninklijke Orde van Victoria), L.R.A.M., A.R.C.M. (Newton Heath, nu: Manchester, 1896 – 1981) was een Brits componist, kapelmeester en muziekdirecteur (Wing Commander) bij The Central Band of H.M. Royal Air Force. Hij had als roepnaam George, alhoewel zijn voornamen Albert Ernest waren, dat dan ook meestal afgekort werd tot A.E.

## Levensloop
Sims studeerde muziektheorie, compositie en orkestdirectie aan de Royal Academy of Music in Londen en vervolgens aan het Royal College of Music eveneens in Londen. Hij werd directeur voor de organisatie van de muziekkapellen van de Royal Air Force. In zijn periode waren er niet minder dan 10 muziekkapellen die existeerden binnen deze strijdkrachten. In vergelijking met de huidige situatie bij de militaire muziekkorpsen kan men het als een gouden tijdperk aanduiden. Hij nam met verschillende muziekkorpsen zowel eigen composities alsook werken van andere componisten op langspeelplaat op zoals het titelthema uit de film The Dam Busters van Eric Coates.
Hij componeerde een aantal marsen voor harmonieorkest zoals de officiële mars van het Royal Air Force College. 

## Composities

### Werken voor harmonieorkest
- 1950 March of the Royal Air Forces Association
- 1950 R. A. F. General Salute ... Advance in Review Order
- Royal Air Force College March
- Superna Petimus